# Дрянные девчонки
«Дрянные девчонки» (англ. Mean Girls) — американская подростковая комедия 2004 года, снятая режиссёром Марком Уотерсом.
Теглайн фильма: «Осторожно! Они сзади!».

## Сюжет
Кэйди — шестнадцатилетняя дочь зоологов, недавно переехавшая с ними в Америку из Африки. Она поступает в обычную школу. Школьные изгои Дженис и Дэмиэн рассказывают Кэйди о различных компаниях и предостерегают от общения с тремя самыми популярными в школе девушками «Баунти» во главе с острой на язык «королевой улья» Реджиной. Реджина когда-то была лучшей подругой Дженис, но они стали презирать друг друга в восьмом классе, когда Реджина пустила слух о нетрадиционной сексуальной ориентации Дженис. Тем не менее, «Баунти» принимают Кэйди: они приглашают её сесть с ними за столик в столовой и гулять после школы. Дженис задумывается над тем, чтобы отомстить Реджине, используя Кэйди.
Кэйди, согласно плану Дженис, должна подружиться с «Баунти» настолько, чтобы те рассказали ей о «книге секретов» Реджины, дневнике с порочными слухами, тайнами и сплетнями про всех в школе — не только про учеников, но и про учителей. Вскоре Кэйди влюбляется в бывшего парня Реджины, Аарона, которого Реджина успешно уводит от неё обратно к себе на вечеринке в честь Хэллоуина. Ослеплённая ненавистью, Кэйди соглашается на предложение Дженис свести популярность Реджины на нет. Они хотят испортить внешность Реджины, расстроить её отношения с Аароном, а также рассорить с подругами — богатой и неуверенной в себе Гретхен и милой и глупой Карен. Кэйди начинает притворяться, что ничего не понимает в алгебре, чтобы привлечь внимание Аарона, который успел расстаться с Реджиной из-за вскрывшейся (не без помощи самой Кэйди) неверности. Параллельно Кэйди убеждает Реджину есть высококалорийные батончики, утверждая, что они помогают худеть. Кроме того, Кэйди настраивает против Реджины Гретхен, заставляя ту думать, что Реджина считает своей лучшей подругой Кэйди.
Постепенно Кэйди теряет свою индивидуальность и становится «двойником» Реджины. Она превращается в такую же злобную и заботящуюся только о своей внешности особу. Располневшую Реджину выгоняют из «Баунти», и Кэйди объявляется новым лидером компании. На вечеринке по этому случаю Кэйди пробалтывается Аарону, что она через взаимоотношения с ним хотела всего лишь отомстить Реджине. Аарон разочаровывается в ней и сравнивает её с Реджиной. Впоследствии Кэйди ссорится и с Дженис и Дэмианом, которые также замечают нынешний негативный уклон её характера.
Реджина узнаёт правду о батончиках, а также об отношениях Кэйди и Аарона, и наносит ответный удар. Она распространяет всю суть «книги секретов» по школе, тем самым разжигая конфликты. Реджина пишет клевету и о себе, чтобы избежать подозрений и сместить всю ответственность за создание дневника на Кэйди, Гретхен и Карен. Неразбериху, в конце концов, прекращает директор, а учительница математики даёт девушкам понять, что они все виноваты и навредили своим сверстникам. Она заставляет каждую из учениц школы в отдельности извиниться перед остальными, тем самым успешно направляя их всех на осмысление своих поступков и на прощение других. Когда очередь доходит до Дженис, она сознаётся в своём плане относительно Реджины и смеётся над ней при поддержке всей школы. Реджина переглядывается с Кэйди и выбегает из школы, а Кэйди следует за ней с просьбами помириться. Опозоренная перед всеми Реджина не слушает её и отвечает, что Кэйди никто не воспринимает более, чем странную девчонку, и все в школе считают её лишь копией самой Реджины. Не заметив, что она вышла на проезжую часть, Реджина попадает под школьный автобус и получает травму позвоночника. По школе ползут неправдивые слухи уже о самой Кэйди: будто бы она и столкнула Реджину под автобус.
Потерявшая доверие мамы, лишившаяся друзей и игнорируемая всеми, Кэйди понимает, как ужасно себя повела. Слухи из дневника оказываются настолько серьёзными, что администрация школы теперь проверяет их достоверность. В частности, учительницу математики подозревают в распространении наркотиков, и это результат сплетен, которые как раз пустила Кэйди. Она решается взять всю вину за создание дневника на себя. Потом она приносит извинения самой учительнице. Та видит, что Кэйди действительно становится прежней, и, хотя и отмечает это, отправляет её на математические соревнования в качестве «личной мести» — это окончательно покажет, что Кэйди лишается своего нынешнего статуса. По ходу соревнований Кэйди видит, что её соперница не слишком привлекательна, но понимает, что если она её высмеет, то не приблизится к победе в конкурсе; она должна добиться победы своими собственными силами. В итоге команда Кэйди действительно побеждает благодаря её математическим способностям. На весенних танцах Кэйди неожиданно избирают королевой бала. Она выступает перед всеми и объявляет, что её победа не имеет смысла и что все девушки замечательны по-своему, а следовательно, победа принадлежит всем. В качестве символического жеста она ломает свою корону и раздаёт всем её части. Затем Кэйди окончательно мирится с Дженис, Дэмиэном, Аароном и «Баунти».
Фильм заканчивается расформированием «Баунти» к началу нового учебного года: Реджина присоединяется к команде по лакроссу для того, чтобы дать выход своей негативной энергии, Карен становится ведущей прогноза погоды, Гретхен присоединяется к «азиатской банде», а Кэйди встречается с Аароном и по-прежнему дружит с Дэмиэном и Дженис. У Дженис, в свою очередь, завязываются свои романтические отношения. В школе появляются новые «Баунти». Кэйди в шуточной манере размышляет на тему того, как долго просуществуют их «наследницы».

## В ролях
- Линдси Лохан — Кэйди Хирон
- Рэйчел Макадамс — Реджина Джордж
- Лейси Шабер — Гретхен Виннерс
- Аманда Сейфрид — Карен Смит
- Джонатан Беннетт — Аарон Сэмюэлс
- Лиззи Каплан — Дженис Иэн
- Дэниел Францезе — Дэмиэн
- Тина Фей — мисс Шерон Норбери
- Тим Медоуз — директор Рон Дюваль
- Нил Флинн — отец Кэйди, Чип Хирон
- Ана Гастейер — мать Кэйди, Бетси Хирон
- Эми Полер — мать Реджины, Джун Джордж
- Диего Клаттенхофф — Шейн Оман
- Дуэйн Хилл — тренер Карр
- Дэниэл ДеСанто — Джейсон
- Раджив Сурендра — Кевин Гнапор
- Ян Каруана — Эмма Гербер
- Джулия Шантри — Эмбер Д'Алессио
- Олимпия Лукис — Джесика Лопес
- Кай Фам — Трен Пак

## Съёмки
- Первоначальная версия картины могла выйти с рейтингом R из-за непристойных шуток, которые впоследствии были вырезаны и фильм получил рейтинг PG-13.
- Аманда Сейфрид, исполняющая роль Карен Смит, также проходила кастинг на роль Реджины Джордж и даже была некоторое время утверждена на эту роль, пока продюсер Лорн Майклз не посчитал, что ей больше подойдёт роль «девочки-идиотки».
- Незадолго до съёмок Тим Медоуз (Мистер Дюваль) сломал руку и был вынужден носить гипс, в результате чего съёмочной группе пришлось вносить небольшие изменения в сценарий.
- На роль Гретхен Виннерс кандидатка была всего одна: после первого же проведённого кастинга на роль была утверждена Лейси Шабер.
- Весной 2011 года вышел сиквел картины — «Дрянные девчонки 2». Это отдельная история с новыми героями (из персонажей оригинального фильма в сиквеле появился только директор Рон Дюваль). Фильм был снят для телевидения. Режиссёром стала Мелани Майрон. Такой же популярности, как оригинал, продолжение не получило.
- Эми Полер, сыгравшая маму Реджины Джордж, всего на семь лет старше Рейчел Макадамс, исполнившей роль Реджины Джордж.

## Награды и номинации

### Победы
- Премия «MTV Movie Awards»
  - 2005 — Лучшая женская роль (Линдси Лохан)
  - 2005 — Женский прорыв года (Рэйчел Макадамс)
  - 2005 — Лучшая экранная команда (Линдси Лохан, Рэйчел Макадамс, Лейси Шабер, Аманда Сейфрид)

### Номинации
- Премия «MTV Movie Awards»
  - 2005 год — Лучший злодей (Рэйчел Макадамс)

## Ремейк
В январе 2024 года вышел ремейк фильма «Дрянные девчонки» спустя 20 лет.